# جوجل+
جوجل + أو جوجل بلس (بالإنجليزية: Google Plus) كانت شبكة اجتماعية طورتها شركة جوجل، وأُطلقت رسميًّا يوم 28 يونيو، 2011 ولكن لم يكن التسجيل مسموحا به إلا بواسطة الدعوات فقط بسبب وجود الخدمة في الطور التجريبي.
و قد توقفت هذه الخدمة نهائيا ورسميا يوم 3 أبريل 2019
ولكن في يوم 20 سبتمبر، 2011 فُتح جوجل+ لأي شخص من سن 18 فما فوق للتسجيل بدون الحاجة لأي دعوة من أي شخص آخر.
جوجل+ نشأ من خلال طرح خدمات جديدة مثل:الدوائر Circles، مكالمات الفيديو Hangouts، الاهتمامات Sparks والمحادثات الجماعية Huddles والمنتديات والصفحات وغيرها الكثير مع دمج بعض خدمات جوجل القديمة مثل: صدي جوجل Google Buzz الملف الشخصي Google profile وجوجل +1 (التي تم إطلاقها في مايو 2011)
وتعتزم جوجل تطوير شبكتها الاجتماعية الجديدة لكي تكون منافسا شرسا ضد الفيس بوك أكبر شبكة اجتماعية في العالم  حيث سبق لها تقديم بعض الخدمات ولكنها لم تستمر مثل جوجل ويف وصدي جوجل واي جوجل 

## التوقف عن العمل
أعلنت جوجل عن توقف خدمة جوجل+ بحلول أبريل 2019 نظرًا لقلة إستخدامه ولصعوبات أخرى متعلقة بالإستمرار في تقديم منتج ناجح يلبي احتياجات المُستهلكين.
و بالفعل في 3 أبريل 2019 تم توقيف الخدمة نهاًئيا ورسًميا، حيث تركت جوجل رسالة إلى المستخدمين عن توقيف الخدمة فور دخولهم إلى الرابط الرسمي لجوجل + 

## المزايا

لقطة للصفحة الرئيسية لأحد الأعضاء في جوجل+

حتى هذه اللحظة لم يتم الاستقرار على جميع المزايا في شبكة جوجل+، فقد أعلنت جوجل على لسان ايرك سميت الرئيس التنفيذي السابق في مؤتمرها الصحفي أنها تسعى لإضافة بعض الأفكار أو تطوير خدمات إضافية. وفيما يلي عرض بجميع المزايا التي وجدت قبل الإغلاق:

### الدوائر Circles
تتيح للمستخدمين القيام بعملية تقسيم الأصدقاء والأقارب في حلقات وفقا لتصنيفاتهم. فعلى سبيل المثال، يمكن وضع الأشخاص الذي تنوي مقابلتهم في حلقة معا، بينما يتم وضع الأقارب والأهل في حلقة خاصة بهم وهكذا. بعد ذلك، يمكن للمستخدم أن يقوم بتحديد المعلومات التي
يمكن أن تراها كل مجموعة.

### مكالمات الفيديوHangouts
تضمن للمستخدم التعرف على الأشخاص الموجودين على شبكة الإنترنت وهي تشبه إلى حد ما خدمة المحادثة المرئية. فبمجرد الانضمام إلى أحد
حلقات Hangouts ستتمكن من الدخول في محادثة مرئية مع كل الموجودين. من ناحية أخرى، فالخدمة مزودة بخاصية Instant Upload التي تقوم تلقائيا برفع كل الصور ومقاطع الفيديو الموجودة على الهاتف الشخصي للمستخدم إلى ملفه الشخصي في الخدمة، بحيث يمكنه تحديد الأشخاص الذي يمكنهم تبادل ورؤية هذا المحتوى.

### الاهتمامات Sparks
تتيح خاصية Sparks للمستخدم كتابة وإدخال اهتمامته لكي يتم تزويده بكافة الموضوعات ذات الصلة بما في ذلك الأخبار ومقاطع الفيديو وغيرها من أنواع المحتوى، هي شبيها بخدمة RSS

### بقية الخدمات
- المحادثات الجماعية Huddles
- الوسم Hash-tag
- المنتديات communities
- الألعاب Games
- التعديل على الصور من خاصية نزهة التي استولت عليها جوجل سابقا
- التكامل مع باقي خدمات جوجل (وهذه من أجمل المميزات)

جوجل بلس اعتمدت على جعل الخصوصية أهم ميزة فيها، فبعد تعدد مشاكل المستخدمين وشكاويهم من تسريب صور شخصيه لهم وعدم وعيهم الكامل بخطورة نشر الصور أو بمعنى أصح أخطاء في الاستخدام أدّت إلى خرق لخصوصيتهم، اتجهت جوجل للاعتماد على زبائن الفيس بوك الغاضبين، فمعنى إضافة شخص إلى دوائرك أنك أصبحت تتابعه (مثل تويتر) فكل ما يقوله أنت أصبحت تراه، ولكن لكي يرى هو منشوراتك لابد أن يضيفك هو بدوره إلى دوائره، جوجل بلس ليس بها قبول طلبات صداقة فبمجرد إضافة شخص أو صفحة للدوائر فإنك أصبحت ترى منشوراتهم وبالتالي فالشبكة جمعت بشكل كبير بين تويتر والفيس بوك.

## التطبيقات
بعد إطلاق الخدمة في 28 يونيو 2011 أعلنت جوجل إصدار تطبيق +G في سوق أندرويد لجميع مالكي الهواتف الذكية التي تعمل علي أندرويد 2.1. بلغت حتى الآن عدد التحميلات أكثر من 500,000 مرة يوم 5 يوليو.

كما صدر أيضا تطبيق للخدمة متجر ابل للعمل علي نظام IOS، وتم الموافقة عليه.

## إحصائيات المستخدمين
كانت شبكة جوجل+ بلس التي تم إطلاقها العام الماضي قد حققت انطلاقة قوية خلال شهرها الأول بتجاوزها حاجز 25 مليون مستخدم وهو ما لم يحققه الفيس بوك في بداياته ولكن بدأت جوجل+ تفقد صيتها شيئا فشيئا من خلال تراجع أداء الشبكة خاصة بعد الإعلان عن الإحصائية التي أثبتت أن معدل التوقيت الذي يقضيه المستخدم لا يتجاوز الثلاث دقائق في الشهر مقابل 7 ساعات لمستخدمي الفيس بوك وهو ما جعل الناس تشكك في مصداقية الطريقة التي تحتسب بها جوجل+ عدد مستخدمي شبكتها.
وفي 17 سبتمبر 2012 أعلن Vic Gundotra مدير الشبكة الاجتماعية جوجل بلس بأن الشبكة تحقق قفزة نوعية من ناحية تفاعل المستخدمين الذي وصل عددهم إلى 400 مليون مستخدم مع 100 مليون مستخدم نشيط بصفة شهرية.

## انتقادات

### التصميم
على وجه الخصوص، هناك تغييرات في ألبومات الويب بيكاسا:
- بعد وضع وسم على شخص ما، اشعار بذلك مع تحديد رابط الصورة.
- عند إنشاء البوم جديد يمكن مشاركتها مع أي شخص والذي يمكن الاطلاع علي محتواها واي البوم اخري تم مشاركته.
- الألبومات المشتركة يمكن وسمها ومشاركتها مع الآخرين.
- جميع الصور التي جودتها 2048 × 2048 بكسل ومقاطع الفيديو التي تصل إلى 15 دقيقة لا تحتسب ضمن حصة تخزين 1 جيجابايت لمستخدمي جوجل + (هو 800 × 800 بكسل للمستخدمين + غير جوجل)، مما يتيح «مساحة غير محدودة» التخزين لمستخدمي الهواتف المتحركة.

### المعلومات الاجبارية
حينما تقوم بالتسجيل في الخدمة يطلب منك تحديد الجنس سواء ذكر أو أنثى بشكل إجباري، ويظهر هذا الاختيار لدى الجميع. بالإضافة إلى قيام جوجل بتطبيق هذه العملية على جميع الملفات الشخصية القديمة بأثر رجعي.

أثار هذه الأمر انتقاد العديد من الكتاب لعدم مراعاة خصوصية المستخدمين والتي يعاني منها البعض مع الفيس بوك أيضًا.

## ردود افعال حكومية
بعد يوم واحد من إطلاق الخدمة أعلنت العديد من وكلات الأنباء أن الحكومة الصينية قامت بحظر الخدمة  كجزء من سياستها تجاه جوجل بسبب رفض الأخيرة نظم رقابة الحكومات للإنترنت. كما قامت أيضا الحكومة الإيرانية يوم 11 يوليو بحظر خدمة جوجل بلس  بسب قوانينها في الرقابة على الإنترنت.

الجدير بالذكر أن هذه الخدمة وبقية خدمات جوجل ممنوعة في بعض الدول العربية مثل: سوريا والسودان نظرا لإنها دول مدرجة بقائمة عقوبات المكتب الأمريكي لمراقبة الأصول الأجنبية (the United States Office of Foreign Assets Control)

## وصلات خارجية
- الموقع الرسمي

لا توجد روابط لمواقع التواصل الاجتماعي.